# أثب رقيق الأوراق
أثب رقيق الأوراق (الاسم العلمي: Eragrostis patula) هي نوع نباتي يتبع جنس الأثب من الفصيلة النجيلية.